# 毁木弓背蚁
毁木弓背蚁（学名：Camponotus ligniperda）（英文俗名：Brown-black carpenter ants）属于蚁亚科之下的弓背蚁属，是一种常见的弓背蚁，广泛分布于欧洲各地。  它们生活在各种林地栖息地，通常在干树桩、倒下的枯树或部分被埋住的石头和木头下筑巢。 由于体型巨大且极具攻击性，毁木弓背蚁无论在哪里，都是生态上的优势物种。 

## 描述
毁木弓背蚁是欧洲现存最大的蚂蚁物种之一，其蚁后长度可达 16-18mm（爆产期腹胀时可能能达到20mm），大型工蚁为14-15mm 。中型和小型工蚁平均测量为 7-10mm 。个体通常为双色，头部为黑色，胸部为红褐色，颜色延伸至腿部和深色腹腹的前部。该物种被认为是广布弓背蚁的姊妹种，其特点是体型更大、颜色更鲜艳、腹部更闪亮。 

## 生物学

### 行为
毁木弓背蚁在行为上与广布弓背蚁非常相似，但主要在筑巢习性上有所不同，因为它被认为是两种物种中更加喜干热的物种。由于两者通常是同域分布的并且拥有相似的栖息地，包括其分布范围最北部的针叶林和中欧常见的混合落叶林，毁木弓背蚁的不同之处在于它总体上不太寒冷气候，而更喜欢阳光充足、干燥的地区。
这些蚂蚁会积极地保卫自己的巢穴，当受到惊吓时，工蚁会用上颚和腹间歇地快速敲击巢穴的墙壁和地板。 当附近的工人感觉到这些敲击声时，他们会更靠近声源，并对附近的任何干扰变得越来越具有攻击性。尽管它们可能非常具有攻击性，但这种物种的工蚁，甚至是体型较大的工蚁的咬伤，对人类来说都不会造成特别大的伤害。但这些蚂蚁对于与它们同域的其他蚂蚁种类具有极强的领土意识，而大群在这方面非常有效，它们能够斩首蚁属或其他弓背蚁属的工蚁。工蚁无论白天还是晚上都很活跃，寻找昆虫猎物或吸食汁液的半翅目昆虫产生的甜分泌物。季节性活动在盛夏达到高峰，并在秋季开始时下降。毁木弓背蚁和它们的亲戚广布弓背蚁一样，极其耐寒，在冬季可以进入长达 4-5 个月的休眠期。蚁群生长缓慢，但成熟时工蚁数量可超过 7,000 只。成熟的群落也可能占据广阔区域的众多卫星巢。
与广布弓背蚁类似，毁木弓背蚁也偶尔会破坏建筑物，因为它可以钻入并栖息在房屋和建筑物的木质框架内，房屋居民们对于此事特别烦恼。  治疗方法通常包括对已知的蚁巢喷洒杀虫剂、使用毒饵或修复漏水源，以防止木材变软，从而避免成为蚂蚁入侵的理想场所。

### 婚飞和生长周期
毁木弓背蚁的婚飞期为五月下旬至七月。这些大型蚂蚁的发育速度缓慢，第一批工蚁通常在产下第一批卵后 1.8 个月或更长时间才会出现。 